# Marta Pascal
Marta Pascal i Capdevila, née en 1983 à Vic, en Catalogne, est une femme politique espagnole.
Militante de la Joventut Nacionalista de Catalunya (JNC) et de Convergence démocratique de Catalogne (CDC) à partir de 2006, elle est vice-présidente de la JNC de 2010 à 2012, puis présidente de 2012 à 2015. Elle devient députée au Parlement de Catalogne en 2013, et est réélue aux élections législatives de 2015. Elle préside la commission des affaires extérieures du Parlement depuis 2016. Elle est porte-parole de Convergència de 2015 à 2016, puis coordinatrice générale du nouveau Parti démocrate européen catalan (PDeCAT) de 2016 à 2018.

## Biographie

### Formation et carrière professionnelle
Marta Pascal i Capdevila est née en 1983 à Vic, dans la comarque d'Osona, en Catalogne. Elle est titulaire d'une licence de sciences politiques et de l'administration de l'université Pompeu Fabra (UPF), pour laquelle elle a obtenu un prix extraordinaire de fin d'études, et d'une licence d'histoire de l'université de Barcelone (UB). Elle participe au programme de leadership en gestion publique de l'Institut d'études supérieures de commerce à Madrid en 2014-2015, au programme de leadership Vicens Vives de l'École supérieure d'administration et de direction d'entreprises de Barcelone en 2015, au programme de leadership Ordit de la Fundació Jaume Bofill (ca), et au programme de leadership transatlantique du German Marshall Fund en 2016.
Entre 2008 et 2011, elle est directrice de l'éducation à la mairie de Vic. En février 2011, elle devient conseillère technique auprès d'Irene Rigau (ca), conseillère à l'enseignement dans le gouvernement d'Artur Mas. Elle quitte son poste en mai 2013 pour entrer au Parlement.

### Présidente de la JNC
Marta Pascal adhère au parti nationaliste de centre-droit Convergence démocratique de Catalogne (CDC), et à la Joventut Nacionalista de Catalunya (JNC), son organisation de jeunesse, en 2006. Le 19 décembre 2010, elle est élue vice-présidente de la JNC avec 91 % des voix lors du XVIe congrès à Seva, tandis que Gerard Martí Figueras (ca) est reconduit à sa présidence.
Lors des élections municipales du 22 mai 2011, elle se présente en cinquième position sur la liste de la fédération nationaliste Convergence et Union (CiU) à Vic. Elle est élue conseillère municipale, mais renonce à son siège pour se consacrer à ses fonctions au département de l'enseignement et à la JNC.
Le 6 octobre 2012, elle succède à Gerard Martí Figueras i Albà (ca) comme présidente de la JNC lors du XVIIe congrès à Gérone. Elle quitte ses fonctions après le XVIIIe congrès organisé à Mataró le 1er mars 2015. Sergi Miquel i Valentí lui succède à l'issue du premier processus d'élections primaires de la JNC.

### Députée au Parlement de Catalogne
En 2012, Marta Pascal est désignée par le conseil national de la JNC pour représenter l'organisation de jeunesse sur les listes de Convergence et Union (CiU) pour les élections au Parlement de Catalogne du 25 novembre 2012. Elle est placée au 34e rang dans la circonscription de Barcelone. Il s'agit en principe d'une position éligible, mais CiU enregistre un mauvais résultat électoral et obtient seulement 26 sièges dans la circonscription. Huit démissions successives permettent à Marta Pascal d'entrer au Parlement un an et demi plus tard, lorsque Josep Lluís Cleries quitte son siège en mai 2013 pour se consacrer à sa fonction de sénateur d'Espagne.
Au Parlement, elle devient porte-parole de CiU à la commission des politiques de la jeunesse jusqu'en février 2015, et à la commission de l'action extérieure à partir de novembre 2014. Elle est également membre de la commission de l'enseignement et des universités, de la commission de la culture et de la langue, de la commission de l'égalité, et de la commission des pétitions.
À partir de 2015, elle accède à des fonctions dirigeantes au sein de Convergència. En juillet 2015, elle est désignée porte-parole du parti, succédant à Mercè Conesa (ca), récemment réélue maire de Sant Cugat del Vallès et nouvelle présidente de la députation de Barcelone. Le 21 novembre 2015, elle est élue vice-présidente de l'Alliance des libéraux et des démocrates pour l'Europe (ALDE), parti politique libéral européen, lors de son 36e congrès à Budapest. Hans van Baalen en est élu président.
Lors des élections législatives du 27 septembre 2015, elle est placée en 16e position sur la liste indépendantiste unitaire de Junts pel Sí (JxSí), dans laquelle Convergència se présente en coalition avec Esquerra Republicana de Catalunya (ERC) et des candidats indépendants. La liste obtient 32 sièges dans la circonscription de Barcelone, et Marta Pascal est réélue députée. Au Parlement, elle est élue présidente de la commission de l'action extérieure et de la coopération, des relations institutionnelles et de la transparence, lors de la session constitutive de la commission parlementaire le 28 janvier 2016. Pendant la XIe législature, elle est également membre de la députation permanente, de la commission des affaires institutionnelles, de la commission des politiques de la jeunesse, de la commission de contrôle de la Corporació Catalana de Mitjans Audiovisuals (CCMA), et, en 2016, de la commission de la Cour des comptes. En 2016, elle participe à la commission conjointe chargée de rédiger la proposition de loi sur la comarque du Lluçanès.
En février 2016, elle est intégrée au groupe de direction du groupe parlementaire de Junts pel Sí, lors de la réorganisation consécutive à l'entrée au gouvernement de plusieurs de ses membres. Elle fait partie de l'équipe de six adjoints au porte-parole du groupe, sous la direction de Jordi Turull (CDC) et Marta Rovira (ERC).

### Coordinatrice générale du PDeCAT
En 2016, Marta Pascal accède à des responsabilités maximales au sein de son parti, dans le contexte de la refondation de Convergència, qui disparaît pour laisser place au nouveau Parti démocrate européen catalan (PDeCAT).
Dans la période qui précède la création du nouveau parti au début de l'année 2016, son nom apparaît comme l'une des personnalités pressenties pour occuper des fonctions dirigeantes, car elle répond au souhait du président Artur Mas de favoriser le renouvellement du personnel politique en promouvant de nouveaux leaders. Elle rejoint Moment Zero, un nouveau courant interne à Convergència, composés de jeunes cadres issus de la JNC, barcelonais et indépendantistes, qui aspirent à prendre le pouvoir à l'occasion de la refondation du parti.
Lors du congrès fondateur du nouveau Parti démocrate européen catalan (PDeCAT) de juillet 2016, elle se présente au poste de coordinatrice générale, la plus haute fonction du nouvel organigramme après le binôme présidentiel, qui est chargée de la direction effective du parti. Elle est secondée par David Bonvehí à la tête d'une liste de douze candidats à la commission exécutive. Sa candidature est annoncée le jour même où le président du groupe parlementaire, Jordi Turull, renonce à se présenter : alors qu'il était considéré comme favori, il a perdu le soutien de la direction de Convergència au profit de Marta Pascal, qui incarne davantage le renouvellement attendu. Son autre concurrent, Germà Gordó (ca), retire également sa candidature le lendemain, après avoir tenté de conclure une alliance entre les deux candidatures. Seul le courant Reagrupament, conduit par Ignasi Planas, présente une candidature alternative. Marta Pascal est élue coordinatrice générale du PDeCAT le 23 juillet 2016 avec 87,73 % des voix, contre 12,27 pour son concurrent. Tous les candidats de sa liste dépassent largement les 50 % de voix requis pour faire partie de la commission exécutive.
L'ascension politique de Marta Pascal, numéro 3 du parti à l'âge de 33 ans, a été rapide. Elle est due à la fois à la jeunesse et au renouvellement qu'elle représente, et à sa formation et son expérience politique. Le binôme avec David Bonvehí a permis à leur candidature de concilier le soutien de l'appareil du parti, dont elle faisait déjà partie en tant que porte-parole, et celui des rénovateurs issus du monde local, auxquels appartient David Bonvehí. Leur succès a été permis par le contexte politique de la Catalogne, où le processus indépendantiste s'est accompagné d'une montée en puissance de la gauche, qui a débouché sur l'exclusion du pouvoir du président Artur Mas, rejeté par la gauche radicale indépendantiste de la Candidature d'unité populaire (CUP) en 2015. La désignation de Marta Pascal constitue une réponse politique du parti démocrate à une possible hégémonie de la gauche dans une future Catalogne indépendante, et en particulier au succès de la gauche radicale conduite par la maire de Barcelone, Ada Colau.